# Duke Henderson
Duke Henderson est un chanteur de rhythm and blues américain décédé à Los Angeles en 1973.

## Carrière
La biographie de Duke Henderson est peu documentée. Il vit à Los Angeles quand il enregistre ses premiers titres pour Apollo Records à qui il a été recommandé par Jack McVea. Outre ce dernier, l'orchestre est composé de Charlie Mingus, Gene Philipps ou Rabon Tarrant. Le style Duke Henderson est celui d'un blues shouter. Malgré la qualité des musiciens, les faces d'Apollo ne connaissent pas un grand succès.
Jusqu'aux années cinquante, Henderson, qui apparait parfois sous le nom de « Big Duke Henderson » enregistre pour quantité de labels, Swing Time Records, Specialty Records, Imperial Records, Modern Records, Flair Records.
Après cette carrière, il quitte la scène profane pour se diriger vers le gospel.

## Discographie

### Singles
- Fool Hearted Woman (Apollo Records)
- Dr Duke's Boogie (Swing Time Records)